# 水晶山 (奥秩父)
水晶山（すいしょうやま）は、埼玉県秩父市と山梨県山梨市との境にある標高2,158mの山である。奥秩父の山域の主脈の一つ。
笠取山（1,953m）から雁坂嶺（2,289m）へ尾根を行くと、燕山（2,004m）、古礼山（2,112m）、水晶山（2,158m）、雁坂峠（2,070m）と通ることになる。水晶山と雁坂峠の中間あたりの真下を雁坂トンネルが通っている。東側斜面は崩落していて、ガレ場となっている。

## 周辺にある小屋
- 雁坂小屋

## 隣接する山
- 雁坂嶺
- 雁坂峠
- 古礼山
- 燕山
- 笠取山